# Archive of Our Own
Archive of Our Own (часто скорочено до AO3;  «Наш Власний Архів») — це неприбуткове сховище з відкритим програмним забезпеченням для фанфіків та інших фан-робіт, наданих користувачами. Сайт був створений у 2008 році Організацією Перетворчих Робіт і перейшов у відкриту бета-версію у 2009 році. Станом на 1 травня 2024 року, Archive of Our Own містить 12 900 000 робіт у понад 64 860 фандомах. Сайт отримав позитивну оцінку за його кураторство, організацію та дизайн, переважно читачами та авторами фанфіків.

## Історія
У 2007 році був створений вебсайт під назвою FanLib з метою монетизації фанфіків. Авторами фанфіків були переважно жінки, а FanLib, яким керували виключно чоловіки, викликав критику. Зрештою це призвело до створення некомерційної організації Organization for Transformative Works (OTW), яка прагнула записувати та архівувати фанатську культуру та фан-роботи. OTW започаткувала Archive of Our Own (скорочено AO3) у жовтні 2008 року та створила його як відкриту бета-версію 14 листопада 2009 року. Назва сайту походить від публікації в блозі письменниці Наомі Новік, яка, реагуючи на відсутність інтересу FanLib до сприяння фанатській спільноті, закликала створити «Власний архів». Назва натхненна есеєм Вірджинії Вульф «Своя кімната», у якому Вульф сказала, що письменникові потрібні простір, час і ресурси, щоб творити. AO3 визначає себе насамперед як архів, а не онлайн-спільнота.
До 2013 року річні витрати сайту становили близько 70 000 доларів. Того року автори фанфіків із сайту провели аукціон через Tumblr, щоб зібрати гроші для функціонування Archive of Our Own, забравши 16 729 доларів із комісійними за оригінальні роботи від учасників торгів. У 2018 році витрати на сайт були заплановані в розмірі приблизно 260 000 доларів США.

### Атака на відмову в обслуговуванні
10 липня 2023 року неназвана хакерська група атакувала сайт за допомогою DoS-атаки. Anonymous Sudan (ймовірно, підтримуваний Росією) взяв на себе відповідальність у публікації в Telegram, заявивши, що їхні дії були змотивовані реєстрацією вебсайту в США, а також його сексуальним і ЛГБТ-контентом, хоча експерти стверджують, що хакери не були чесними, назвавши ці причини. Потім група вимагала біткойни на суму 30 000 доларів США протягом 24 годин, щоб припинити атаку. Наступного дня сайт відновив роботу з доданим захистом від Cloudflare.

## Особливості
Archive of Our Own працює на відкритому програмному забезпеченні, програмованому майже виключно волонтерами у веб-фреймворку Ruby on Rails. Розробники сайту дозволяють користувачам надсилати свої запити для доступу до функцій сайту через інформаційну панель Jira. AO3 має близько 800 волонтерів, які допомагають функціонуванню сайтів, працюючи в комітетах волонтерів. Кожен із цих комітетів, до складу якого входять комітети Документації AO3, Комунікацій, Політики та зловживань і Впорядкування тегів, керує своїм напрямком функціонування сайту.

### Теги
Archive of Our Own має комплексну систему маркування та категоризації завантажених робіт, яку називають тегами. Система тегів дозволяє користувачам сортувати контент на основі цільової аудиторії, включеного контенту, фандомів, персонажів, пейрингів і додаткових тегів. Автори можуть вільно вибирати будь-які теги для своїх робіт без обмежень щодо довжини тегів, пробілів, символів або нелатинських символів. Під час перегляду або пошуку тегу будь-яка робота, у якій використовується тег, або визначені пов'язані теги, з'явиться під час пошуку в кураторській фолксономії.
В усіх роботах, завантажених на Власний Архів, повинні використовуватися рейтингові теги, архівні попередження та фандомні теги. Автори самостійно визначають рейтингові теги, які дозволяють користувачам оцінювати роботи за віком читача («Загальна аудиторія», «Для підлітків і старше», «Для дорослих» та «Відвертий»), які позначаються як позначки G, T, M і E під час пошуку. Якщо вибрано тег Not Rated (укр. «Рейтинг не встановлено»), відображається порожній значок. Архівні попередження використовуються, щоб попередити читачів про поширені застереження щодо вмісту, такі як «Графічні описи насильства», «Смерть головного персонажа», «Зґвалтування / Відсутність згоди» та «Відверті сцени за участі неповнолітніх». Також існує можливість позначити тегом «Не використовувати архівні попередження». Фандомні теги використовуються для сортування робіт у відповідну базу фандомів. Якщо робота є кросовером, можна використовувати кілька фандомних тегів.
Додаткові теги можуть варіюватися від позначення типу стосунків, пейрингів, до окремих персонажів і місця для відкритих тегів. Теги, які вказують на тип стосунків, зображених у роботі, називаються тегами категорій і мають шість типів («F/F», «M/M», «F/M», «Multi», «Other» та «Gen»). Деякі з цих тегів використовують скісну риску, щоб зобразити пару романтичних або сексуальних стосунків. Цей стиль зображення стосунків із скісною рискою бере свій початок із жанру слеш. Хоча слеш-фантастика раніше вказувала лише на гомосексуальні стосунки, згодом її адаптували як скорочення для всіх типів стосунків. Якщо у роботі описані неромантичні стосунки, скісну риску можна замінити символом «&».
Систему тегування обслуговують волонтери Впорядкування тегів. Приблизно 300 із них вручну з'єднують теги-синоніми, щоб покращити пошукову систему сайту.

### Облікові записи
Сайт не вимагає від користувачів реєструватися, використовуючи свої офіційні імена. Крім того, користувачі можуть ідентифікувати себе одним або декількома псевдонімами, пов'язаними з їхнім загальним обліковим записом. Щоб зареєструватися, користувачі повинні подати запит на запрошення, яке буде надіслано на їхні електронні адреси. Отримання запрошення може тривати від кількох днів до тижнів, оскільки на день надсилається лише кілька запрошень. Система запрошень — це вимірювана черга реєстрації для захисту вебсайту від спамерів і масового напливу користувачів. Для перегляду опублікованого вмісту обліковий запис не потрібен, але лише в тому разі, якщо автор не вирішив показувати свої роботи лише зареєстрованим користувачам.
Лише ті, у кого є обліковий запис, можуть публікувати роботи, брати участь у челенджах на написання робіт, створювати чергу на читання, підписуватися на авторів і роботи, щоб отримувати сповіщення про оновлення, і додавати свої улюблені роботи в закладки.

### Вподобайки та коментарі
Окрім обміну фанфіками та оригінальними роботами, користувачі Archive of Our Own також можуть взаємодіяти з опублікованими роботами. Читачі можуть оцінювати історії за системою kudos, подібною до лайків або сердечок на інших сайтах; вподобайки є постійними і не можуть бути відмінені.

## Контент
Команда Права, яка працює від імені OTW, вважає, що публікація фанфіків на AO3 є законною відповідно до доктрини Добросовісного Використання, тобто вони мають бути «перетворчими», що, на їхню думку, надає нового значення оригінальному твору.
Archive of Our Own дозволяє авторам публікувати будь-який контент, якщо він є законним. Така можливість була розроблена як реакція на політику інших популярних хостингів, таких як LiveJournal, який свого часу почав видаляти облікові записи фікрайтерів, які писали те, що сайт вважав порнографією, і FanFiction.Net, який забороняє численні типи історій, у тому числі будь-які, які перепрофілюють персонажів, створених оригінальними авторами, які не схвалюють фанфіки.
Archive of Our Own дотримується політики «максимальної інклюзивності» та мінімальної цензури контенту, що означає, що вони не диктують, які роботи можна публікувати в Архіві. Ця відкритість призвела до розміщення суперечливого контенту, включаючи твори, що зображують зґвалтування, інцест та педофілію. За словами голови Політики та зловживань AO3 Метті Баверза, невелику частину (1150) історій, поданих до Архіву, користувачі позначили як «образливу». Волонтер комітету Права OTW Стейсі Лантань заявила, що: «Місія OTW полягає в тому, щоб надавати захист усім перетворчим роботам, а не лише тим, які нам подобаються».
Проєкт «Відкриті двері» OTW, запущений у 2012 році, запрошував модераторів старих і неіснуючих архівів фанфікшену імпортувати свої роботи на «Наш Власний Архів» з метою збереження історії фандому. Сайт також відкритий для повністю оригінального контенту, що не є фанфікшеном, і містить понад 250 000 таких оригінальних робіт станом на 27 січня 2024 року.
У лютому 2014 року AO3 досяг мільйона робіт (включно з оповіданнями, артами та подфіками). У той час сайт містив роботи, що представляють 14 353 фандоми, найбільшими з яких були «Кінематографічний всесвіт Marvel» (MCU), «Надприродне», «Шерлок» та «Гаррі Поттер». У липні 2019 року було оголошено, що на сайті зареєстровано 2 мільйони користувачів та 5 мільйонів розміщених робіт. Зі 100 найпопулярніших пар персонажів, про які написано на сайті у фіктивних творах у 2014 році, 71 був чоловічою слеш-фантастикою. У 2016 році приблизно 14 % подій фанфіків, розміщених на сайті, відбувалися в альтернативному всесвіті (часто скороченому до AU), у якому персонажі з певного канону перенесені в інший контекст. Довжина роботи на Archive of Our Own, як правило, корелює з її популярністю. Роботи з 1000 слів часто отримували в середньому менше 150 переглядів, тоді як роботи, розмір яких був схожий на роман, переглядалися в середньому по 1500 разів.
AO3 не дозволяє роботи, подібні до постів у соцмережах, промоушн чи запити, а також будь-які роботи, які модератори AO3 вважають спамом або не перетворчими. Рішення про видалення робіт за ймовірні порушення їхніх Умов використання (TOS) розглядається в кожному конкретному випадку, і користувачі (а не лише облікові записи) можуть бути забанені за це. Крім того, фанфіки, опубліковані на AO3, мають бути «некомерційними» – автор не може заробляти гроші на своїх фанфіках, оскільки вони використовують персонажів іншого автора, обстановку тощо. Некомерційний статус AO3 забороняє комерціалізувати фан-роботи.

## Реакція
У 2012 році Аджа Романо та Гавія Бейкер-Вайтлоу з The Daily Dot описали Archive of Our Own як «наріжний камінь фанфікшн спільноти», написавши, що він розміщував контент, який інші сайти, типу FanFiction.Net та Wattpad вважали неприйнятним, і був легшим для навігації, ніж Tumblr.
Time включив Archive of Our Own до числа 50 найкращих вебсайтів 2013 року, описавши його як «найбільш ретельно підібрану, розумно організовану, легко переглядаючу та доступну для пошуку некомерційну колекцію фанфікшену в Інтернеті».
За словами Кейсі Фіслера, Шеннон Моррісон та Емі С. Брукман, Archive of Our Own є рідкісним прикладом чутливого до цінностей дизайну, розробленого та закодованого цільовою аудиторією, а саме авторами та читачами фанфіків. Вони написали, що сайт на практиці слугує реалізацією феміністичного HCI (сфери людинно-машинної взаємодії), незважаючи на те, що розробники Archive of Our Own не усвідомлювали принципів феміністичного HCI під час розроблення сайту.
У 2019 році «Наш Власний Архів» був нагороджений премією «Г'юго» в категорії «Найкраща споріднена робота» — категорії, метою якої є визнання робіт, пов'язаних із науковою фантастикою, які відомі з причин, відмінних від художнього тексту. Фіслер позитивно написав про номінацію: «…її номінація свідчить про більшу повагу як до фанфіку як форми мистецтва, так і до творців і користувачів цієї чудової платформи. Це визнання сили цих різноманітних просторів, які так довго були маргіналізовані — як у жанровій художній літературі, так і в обчислювальній техніці».

## Цензура

### Суперечка Сяо Чжань
29 лютого 2020 року Archive of Our Own було заблоковано в Китаї після того, як шанувальники китайського актора Сяо Чжаня повідомили, що на вебсайті розміщено відвертий фанфік про Сяо. Заборона сайту призвела до кількох інцидентів і суперечок в Інтернеті, у китайській індустрії розваг, а також у професійних спільнотах через різку негативну реакцію користувачів Archive of Our Own з материкового Китаю. Користувачі закликали до бойкоту Сяо Чжаня, його шанувальників, рекомендованих товарів, люксових брендів та інших китайських знаменитостей, пов'язаних з цим актором.

### Німеччина
13 грудня 2022 року Федеральний департамент Німеччини у справах ЗМІ, шкідливих для молоді, проіндексував цей сайт через «вміст дитячої порнографії», тимчасово видаливши його з результатів пошуку Google. У січні 2023 року обмеження були зняті через адміністративні помилки агентства в процесі індексації.